# Primăria Municipiului București
Primăria Municipiului București (PMB) este autoritatea locală responsabilă cu administrarea capitalei României, București. București este singurul municipiu care nu face parte dintr-un județ, ci are aceleași puteri ca și oricărui consiliu județean din țară.
Consiliul General al municipiului București este responsabil pentru stabilirea politicilor generale, aprobarea bugetului și gestionarea fondurilor publice și luarea deciziilor majore în domenii precum urbanismul, infrastructura și protecția mediului. Consiliul este format din 53 consilieri aleși, aleși prin vot proporțional.
Primarul General al municipiului București are responsabilitatea de a implementa deciziile și hotărârile adoptate de Consiliul General, de a coordona activitatea administrativă a orașului și de a asigura buna funcționare a instituțiilor subordonate. El este ales prin vot direct. Actualul primar este Nicușor Dan până la data de 26.05.2025, după demisia acestuia. Noul primar este Stelian Bujduveanu, interimar din partea PNL, desemnat de Consiliul General al Municipiului București.

## Sediul primăriei

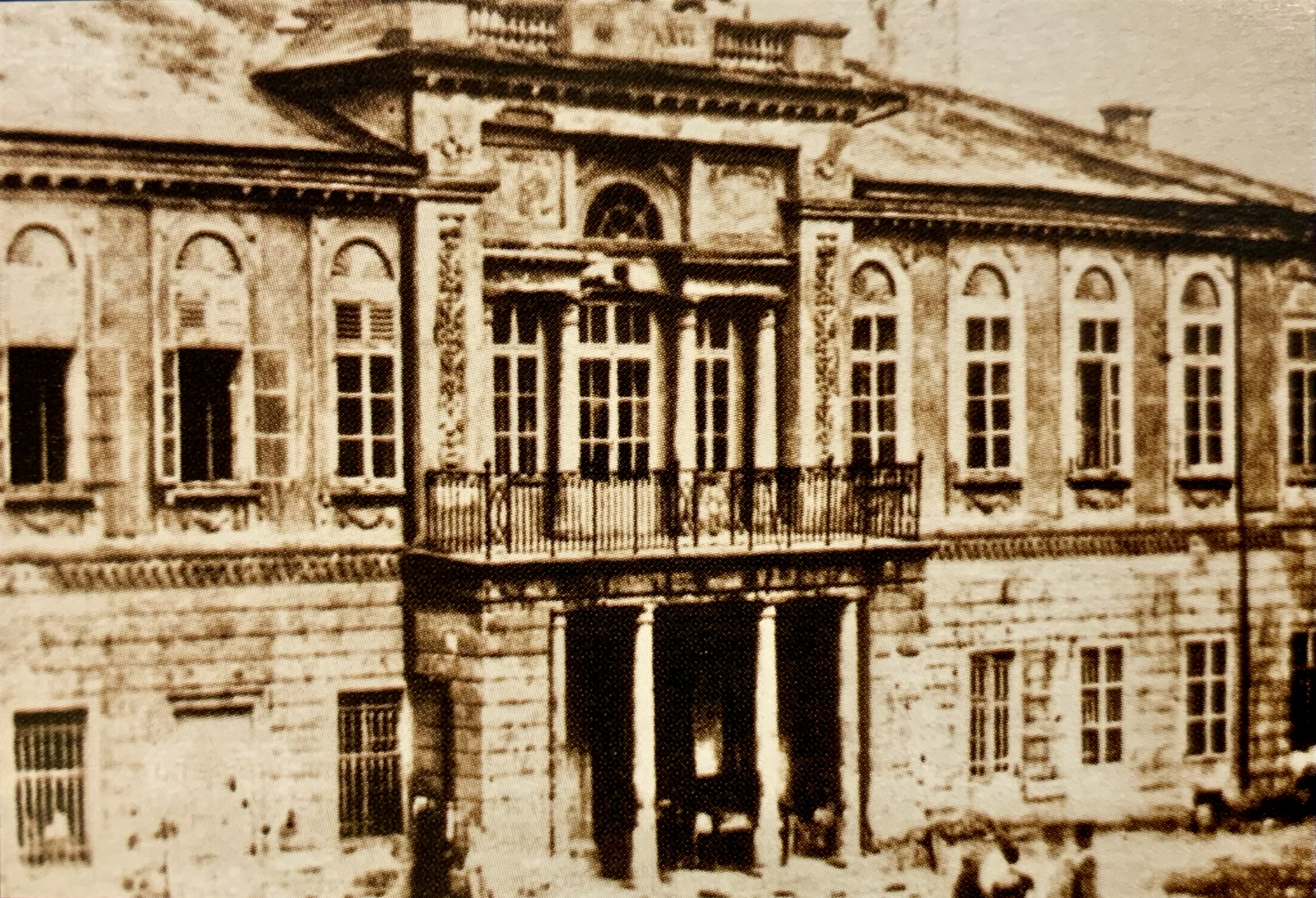
Casa Ion Hagi Moscu, sediul primăriei între 1882 și 1912

În timpul primarului Nicolae Filipescu, în perioada 1895 - 1896, s-a organizat un concurs pentru ridicarea unui Palat al Primăriei, câștigat de arhitectul Ion Mincu. Proiectul a fost reluat în 1899 de primarul Barbu Ștefănescu Delavrancea, dar nu a fost finalizat. Un nou proiect a fost întocmit de arhitectul Petre Antonescu în 1913, însă izbucnirea Primului Război Mondial a împiedicat realizarea acestuia. Un alt proiect al aceluiași arhitect a fost ales în 1935 - 1936, dar Al Doilea Război Mondial a amânat din nou construcția.
În 1948, fostul sediu al Ministerului Lucrărilor Publice, proiectat de Petre Antonescu, a devenit sediul Primăriei Generale a Capitalei, unde a funcționat până în martie 2010, când au început renovările. Din decembrie 2016, primăria își desfășoară activitatea în această clădire renovată.

## Consiliul General al municipiului București
| Partid pentru Consiliul General | Partid pentru Consiliul General | Partid pentru Consiliul General | Voturi  | %       | Locuri  | ▲▼      | Harta pentru Primarul General |
| ------------------------------- | ------------------------------- | ------------------------------- | ------- | ------- | ------- | ------- | ----------------------------- |
|                                 |                                 | USR                             | 174.002 | 21.12   | 13      | ▼2      |                               |
|                                 |                                 | PMP                             | 24.001  | 6.01    | 5       | —       |                               |
|                                 |                                 | FD                              | 2.099   | 0.48    | 2       | ▲2      |                               |
|                                 |                                 | PSD                             | 172.484 | 20.56   | 13      | ▼8      |                               |
|                                 |                                 | PNL                             | 111.282 | 16.59   | 7       | ▼5      |                               |
|                                 |                                 | PUSL                            | 67.988  | 12.38   | 6       | ▲6      |                               |
|                                 |                                 | AUR                             | 59.205  | 8.16    | 5       | ▲5      |                               |
|                                 |                                 | REPER                           | 52.139  | 7.19    | 4       | ▲4      |                               |
|                                 |                                 | Alte partide                    | 61.494  | 8.47    | -       | -       |                               |
| Total                           | Total                           | Total                           | 724.694 | 100%    | 55      | 55      |                               |
| Prezența la vot                 | Prezența la vot                 | Prezența la vot                 | 41.24%▲ | 41.24%▲ | 41.24%▲ | 41.24%▲ |                               |

|    | Prenume, Nume                       | Ocupație | Grup Politic | Comisie |
| -- | ----------------------------------- | --- | ------------ | --- |
| 1  | Artimon Marian                      | președinte Sindicatul Liber Metrou | PSD          | Comisia economică, buget, finanțe și credite externe Comisia de transport și mobilitate urbană: |
| 2  | Badiu Andrei                        | avocat | PNL          | Comisia de urbanism și amenajarea teritoriului Comisia juridică și de disciplină |
| 3  | Boghean Ana-Maria                   | consilier europarlamentar | REPER        | Comisia de patrimoniu Comisia de cultură, culte și educație civică, relații internaționale și relația cu societatea civilă                                                                                         |
| 4  | Botîlcă Adrian                      | consilier Pro România consilier construcții | PUSL         | Comisia pentru mediul de afaceri, comerț, turism și protecția consumatorilor Comisia de urbanism și amenajarea teritoriului Comisia de învățământ și tineret                                                       |
| 5  | Bujduveanu Stelian                  | funcționar public | PNL          | Comisia juridică și de disciplină Comisia de sănătate, sport și protecție socială |
| 6  | Chiriță Costin-Răzvan               | profesor și avocat | PSD          | Comisia juridică și de disciplină Comisia de cultură, culte și educație civică, relații internaționale și relația cu societatea civilă Comisia de sănătate, sport și protecție socială                             |
| 7  | Chițu Florin-Robert                 | afacerist | PUSL         | Comisia pentru mediul de afaceri, comerț, turism și protecția consumatorilor Comisia de patrimoniu |
| 8  | Cobianu Cezar-Adrian                | consultant Informatica Fervoriară S.A. | REPER        | Comisia pentru utilități publice și salubritate Comisia de urbanism și amenajarea teritoriului Comisia de învățământ și tineret                                                                                    |
| 9  | Comănici Ancuța-Sorina              | consilier la cabinetul senatorului Gabriela Firea director consilier la Ministerul Familiei, Tineretului și Egalității de Șanse consilier juridic                                                                           | PSD          | Comisia de sănătate, sport și protecție socială Comisia de ecologie, protecția mediului și igienizare |
| 10 | Deac Andreea-Ioana                  | membru consiliu administrație CFR Marfă și BTT Perla Costineștiului SA șef serviciu STB SA șef contabil Casa de Cultură a Studenților din București șef serviciu Direcția pentru Digitalizare și Regenerare Urbană sector 4 | PSD          | Comisia de patrimoniu Comisia de sănătate, sport și protecție socială |
| 11 | Didiță Radu-Cristian                | consilier primar sector 2 | USR          | Comisia economică, buget, finanțe și credite externe Comisia de patrimoniu |
| 12 | Dinu Ionela-Gabriela                | antreprenor în turism | USR          | Comisia pentru mediul de afaceri, comerț, turism și protecția consumatorilor Comisia de sănătate, sport și protecție socială                                                                                       |
| 13 | Dobrescu Daniel                     | consilier viceprimar | USR          | Comisia de transport și mobilitate urbană Comisia de urbanism și amenajarea teritoriului |
| 14 | Feroiu Dumitru-Silviu               | programator IT | PNL          | Comisia economică, buget, finanțe și credite externe Comisia de învățământ și tineret |
| 15 | Florescu Adrian-Constantin          | afacerist | PMP          | Comisia de patrimoniu Comisia de cultură, culte și educație civică, relații internaționale și relația cu societatea civilă                                                                                         |
| 16 | Florescu Ștefan-Viorel              | director general adjunct la Administrația Străzilor | PMP          | Comisia economică, buget, finanțe și credite externe Comisia de transport și mobilitate urbană Comisia de cultură, culte și educație civică, relații internaționale și relația cu societatea civilă                |
| 17 | Gavril Nicolae-Lucian               | secretar partidul USR consultant în management | USR          | Comisia pentru utilități publice și salubritate Comisia de ecologie, protecția mediului și igienizare |
| 18 | Geamănă Dragoș                      | psihoterapeut consilier deputat | AUR          | Comisia pentru utilități publice și salubritate Comisia de urbanism și amenajarea teritoriului |
| 19 | Gherghiceanu Florentina             | profesor la Universitatea de Medicină și Farmacie „Carol Davila” din București | PSD          | Comisia de patrimoniu Comisia de cultură, culte și educație civică, relații internaționale și relația cu societatea civilă                                                                                         |
| 20 | Hiohi Albert-Laurențiu              | administrator la companii din domeniul transportului feroviar | FD           | Comisia de transport și mobilitate urbană Comisia de cultură, culte și educație civică, relații internaționale și relația cu societatea civilă                                                                     |
| 21 | Iacob Emanuel                       | - | PSD          | Comisia pentru mediul de afaceri, comerț, turism și protecția consumatorilor Comisia de cultură, culte și educație civică, relații internaționale și relația cu societatea civilă Comisia de învățământ și tineret |
| 22 | Jelea Bogdan-Ion                    | șef serviciu Societatea Națională a Apelor Minerale profesor la Academia de Studii Economice din București autor | PUSL         | Comisia de ecologie, protecția mediului și igienizare Comisia de cultură, culte și educație civică, relații internaționale și relația cu societatea civilă                                                         |
| 23 | Judele Ștefan-Lucian                | viceprimar | USR          | Comisia de sănătate, sport și protecție socială Comisia de învățământ și tineret |
| 24 | Kansou Alexandru-Hazem              | director Serviciul de Transport Voluntari director Societatea Națională de Radiocomunicații administrator la Romaero și la Biroul de Turism pentru Tineret                                                                  | PSD          | Comisia pentru utilități publice și salubritate Comisia de învățământ și tineret |
| 25 | Leonte Andreea-Iuliana              | jurnalistă consilier deputat Cătălin Teniță | REPER        | Comisia juridică și de disciplină Comisia de ecologie, protecția mediului și igienizare |
| 26 | Manciu George-Alexandru             | director al Direcției Utilități Publice sector 3 | PSD          | Comisia pentru mediul de afaceri, comerț, turism și protecția consumatorilor Comisia de patrimoniu Comisia de sănătate, sport și protecție socială                                                                 |
| 27 | Manole Gelu-Ciprian                 | administrator Economat | PUSL         | Comisia de transport și mobilitate urbană Comisia de urbanism și amenajarea teritoriului |
| 28 | Mardarovici Diana                   | economistă Poșta Română | PNL          | Comisia economică, buget, finanțe și credite externe Comisia de patrimoniu |
| 29 | Melnic Constantin-Ion               | viceprimar Sectorul 5 | PSD          | Comisia de ecologie, protecția mediului și igienizare Comisia de urbanism și amenajarea teritoriului |
| 30 | Mitu Răzvan-Aurel                   | director general | PNL          | Comisia pentru mediul de afaceri, comerț, turism și protecția consumatorilor Comisia de transport și mobilitate urbană Comisia de ecologie, protecția mediului și igienizare                                       |
| 31 | Munteanu Cristina-Simona            | consilier Sectorul 1 | USR          | Comisia de urbanism și amenajarea teritoriului Comisia de sănătate, sport și protecție socială |
| 32 | Nicolaidis Ruxandra-Antonela-Anaiss | consilier juridic Sectorul 5 | PUSL         | Comisia juridică și de disciplină Comisia de învățământ și tineret |
| 33 | Nicolaie George                     | antreprenor | PNL          | Comisia de transport și mobilitate urbană Comisia de cultură, culte și educație civică, relații internaționale și relația cu societatea civilă                                                                     |
| 34 | Nicorescu Nicorel                   | consilier deputat | USR          | Comisia pentru utilități publice și salubritate Comisia pentru mediul de afaceri, comerț, turism și protecția consumatorilor Comisia de patrimoniu                                                                 |
| 35 | Nițu Răzvan-Ionuț                   | administrator RADET (în insolvență) angajat la Asociația de Dezvoltare Durabilă a Județului Constanța angajat Asociația de Dezvoltare Intercomunitară pentru Deratizare, Dezinsecție și Dezinfecție București               | PUSL         | Comisia economică, buget, finanțe și credite externe Comisia pentru utilități publice și salubritate Comisia de sănătate, sport și protecție socială                                                               |
| 36 | Oprea Ștefan                        | profesor la Universitatea de Medicină și Farmacie „Carol Davila” din București | AUR          | Comisia juridică și de disciplină Comisia de sănătate, sport și protecție socială |
| 37 | Petrescu Elena                      | consilier Sectorul 3 | PSD          | Comisia de urbanism și amenajarea teritoriului Comisia juridică și de disciplină |
| 38 | Popescu Dan-Cristian                | deputat și afacerist vicepreședinte Fundația Colegiului Național de Apărare | PSD          | Comisia economică, buget, finanțe și credite externe Comisia de învățământ și tineret |
| 39 | Purcărea Sorin                      | afacerist | PNL          | Comisia pentru utilități publice și salubritate Comisia de ecologie, protecția mediului și igienizare |
| 40 | Radu Dragoș-Georgian                | manager membru al Consiliului de Administrație Service Ciclop SA | USR          | Comisia de ecologie, protecția mediului și igienizare Comisia de cultură, culte și educație civică, relații internaționale și relația cu societatea civilă Comisia de învățământ și tineret                        |
| 41 | Reniuț Anamaria-Naomi               | manager la Ministerul Investițiilor și Proiectelor Europene (România) | USR          | Comisia juridică și de disciplină Comisia de învățământ și tineret |
| 42 | Sabo Bogdan-Alexandru               | membru al Consiliului de Administrație Service Ciclop SA | USR          | Comisia de transport și mobilitate urbană Comisia de ecologie, protecția mediului și igienizare |
| 43 | Sava Alexandru                      | consilier Sectorul 3 manager | USR          | Comisia juridică și de disciplină Comisia pentru mediul de afaceri, comerț, turism și protecția consumatorilor Comisia de urbanism și amenajarea teritoriului                                                      |
| 44 | Smighelschi Cosmin-Victor           | consilier general primărie | USR          | Comisia juridică și de disciplină Comisia de patrimoniu |
| 45 | Stan Robert                         | afacerist | FD           | Comisia pentru mediul de afaceri, comerț, turism și protecția consumatorilor Comisia de sănătate, sport și protecție socială                                                                                       |
| 46 | Stofor Ștefan-Radu                  | administrator companie | USR          | Comisia economică, buget, finanțe și credite externe Comisia pentru utilități publice și salubritate |
| 47 | Stoica Ioana                        | manager proces la Compania Municipală Termoenergetica București | PSD          | Comisia juridică și de disciplină Comisia pentru utilități publice și salubritate |
| 48 | Susai Alexandru                     | director general la Biroul de Turism pentru Tineret referent la Iluminat Public București membru CA la CFR Marfă șef departament la Societatea de Transport București                                                       | PSD          | Comisia pentru utilități publice și salubritate Comisia de transport și mobilitate urbană |
| 49 | Susanu (Vîlcu) Selena-Gabriela      | consultant la Oracle angajat la Alianța pentru Unirea Românilor | AUR          | Comisia de transport și mobilitate urbană Comisia de ecologie, protecția mediului și igienizare |
| 50 | Tănase Andrei-Valentin              | șef serviciu primăria Sectorului 4 angajat Totul Verde SA | PSD          | Comisia economică, buget, finanțe și credite externe Comisia de urbanism și amenajarea teritoriului |
| 51 | Teniță Cătălin-Dragoș               | deputat și afacerist | REPER        | Comisia economică, buget, finanțe și credite externe Comisia pentru mediul de afaceri, comerț, turism și protecția consumatorilor                                                                                  |
| 52 | Turmac George-Adrian                | angajat Societatea de Transport București angajat la Casa de Cultură a Studenților din București membru CA la Biroul de Turism pentru Tineret                                                                               | PSD          | Comisia de transport și mobilitate urbană Comisia de ecologie, protecția mediului și igienizare |
| 53 | Ungureanu Nicolae                   | parlamentar | AUR          | Comisia de cultură, culte și educație civică, relații internaționale și relația cu societatea civilă Comisia de învățământ și tineret                                                                              |
| 54 | Vigheciu Adrian-Nicolae             | manager Asociația de Gestionare Integrată a Deșeurilor Ilfov | PSD          | Comisia pentru utilități publice și salubritate Comisia pentru mediul de afaceri, comerț, turism și protecția consumatorilor                                                                                       |
| 55 | Zară Ovidiu-Dumitru                 | funcționar public la Consiliul Național de Soluționare a Contestațiilor | AUR          | Comisia economică, buget, finanțe și credite externe Comisia de patrimoniu |

## Instituții subordonate
| Denumire                                                                | Adresă                                   | Site web                         | Conducere                |
| ----------------------------------------------------------------------- | ---------------------------------------- | -------------------------------- | ------------------------ |
| Administrația Spitalelor și Serviciilor Medicale                        | Sf. Ecaterina nr. 3, sector 4            | https://www.assmb.ro/            | Iustinian Rosca          |
| Administrația Străzilor                                                 | Domnița Ancuța nr.1, sector 1            | https://aspmb.ro/                | Marian-Aurelian Bârgău   |
| Administrația Lacuri, Parcuri și Agrement București                     | București-Ploiești nr. 8B, sector 1      | https://alpab.ro/                | Corina-Simona Bega       |
| Administrația Cimitirelor și Crematoriilor Umane                        | Intrarea Serelor nr. 1, sector 4         | https://accu.ro/                 | Emil Iana                |
| Administrația Fondului Imobiliar                                        | B-dul. Regina Elisabeta nr. 16, sector 3 | http://afi.pmb.ro                | Mihai Enăchescu          |
| Administrația Grădinii Zoologice București                              | Vadul Moldovei 4, sector 1               | https://bucurestizoo.ro/         | Ancuța-Elena Oprea       |
| Administrația Municipală pentru Consolidarea Clădirilor cu Risc Seismic | Calea Vitan nr. 6-6A, sector 3           | https://amccrs-pmb.ro/           | Răzvan-Aurelian Munteanu |
| Administrația Parcul Natural Văcărești                                  | Uioara nr. 3, sector 4                   | https://parcnaturalvacaresti.ro/ | Dan Bărbulescu           |
| Autoritatea pentru Supravegherea și Protecția Animalelor                | Constantin Mille nr. 10, sector 1        | https://aspa.ro/                 | Cătălina Trănescu        |

| Denumire                                                                | Adresă                                     | Site web                           | Conducere             |
| ----------------------------------------------------------------------- | ------------------------------------------ | ---------------------------------- | --------------------- |
| Biblioteca Metropolitană București                                      | Tache Ionescu nr. 4, sector 1              | https://bibmet.ro/                 | Ramona-Ioana Mezei    |
| Centrul de Cultură „Palatele Brâncovenești de la Porțile Bucureștiului” | Valea Parcului nr 1, Mogoșoaia             | https://palatebrancovenesti.ro/    | Marian Geani Dinu     |
| Centrul Metropolitan de Educație și Cultură „Ioan I. Dalles”            | Nicolae Bălcescu nr. 18, sector 1          | https://www.dalles.ro/             | Alina-Daniela Ion     |
| Centrul Cultural al Municipiului București                              | Lipscani nr. 84-90, sector 1               | https://arcub.ro/                  | Mihaela Păun          |
| Școala de Artă București                                                | Cuza Vodă nr. 100, sector 4                | https://sarta.ro/                  | Petronela Tegu        |
| Centrul Cultural Lumina                                                 | Regina Elisabeta nr. 47, sector 5          | https://luminacultura.ro           | George-Marius Costin  |
| Centrul Cultural Casa Artelor „Dinu Lipatti”                            | Lascăr Catargiu nr. 12, sector 1           | https://casaartelordinulipatti.ro/ | Alice-Ramona Ivașcu   |
| Centrul Cultural Expo Arte                                              | Batiste nr. 14, sector 2                   | https://www.expoarte.ro/contact/   | Florica Ionescu       |
| Centrul de Creație, Artă și Tradiție al Municipiului București          | Piața Lahovari nr. 7, sector 1             | https://www.creart.ro/             | Nicoleta-Claudia Popa |
| Opera Comică pentru Copii                                               | Calea Giulești nr. 16, sector 6            | https://www.operacomica.ro/        | Felicia Filip         |
| Casa de Cultură “Friedrich Schiller”                                    | Batiștei nr. 15, sector 2                  | https://www.casaschiller.ro        | Roxana Fercala        |
| Centrul pentru tineret al Municipiului București                        | Calea 13 Septembrie, nr. 168-184, sector 5 | https://ctmb.eu/                   | Georgiana Trifu       |
| Centrul pentru seniori al Municipiului București                        | Bdul. 1 Mai nr. 28, sector 6               | http://cs-mb.ro/                   | Alexandra Dobre       |

| Denumire                                               | Site web                         | Manager                   |
| ------------------------------------------------------ | -------------------------------- | ------------------------- |
| Muzeul Național al Literaturii Române                  | https://mnlr.ro/                 | Ioan Cristescu            |
| Muzeul Municipiului București                          | https://muzeulbucurestiului.ro/  | Adrian Majuru             |
| Centrul de Proiecte Educaționale și Sportive București | https://proedus.ro/              | Zvetlana-Ileana Preoteasa |
| Teatrul Ion Creangă                                    | https://teatrulioncreanga.ro/    | Petre-Gabriel Coveșeanu   |
| Teatrul Odeon                                          | http://www.teatrul-odeon.ro/     | Emil Banea                |
| Circul Metropolitan București                          | https://circulmetropolitan.ro/   | Florin Barbu              |
| Teatrul Nottara                                        | https://www.nottara.ro           | Alexandru Mâzgăreanu      |
| Teatrul de Animație Țăndărică                          | https://www.teatrultandarica.ro/ | Călin Mocanu              |
| Teatrul Evreiesc de Stat                               | https://teatrul-evreiesc.com.ro/ | Maia Morgenstern          |
| Teatrul de comedie                                     | http://www.comedie.ro            | Vlad Massaci              |
| Teatrul Bulandra                                       | https://www.bulandra.ro/         | Vlad Zamfirescu           |
| Teatrul Mic                                            | http://www.teatrulmic.ro/        | Ștefan Lupu               |
| Teatrul de revistă „Constantin Tănase”                 | https://teatrultanase.ro/        | Vasile Muraru             |
| Teatrul Excelsior                                      | https://teatrul-excelsior.ro/    | Vlad Cristache            |
| Teatrul Masca                                          | https://www.masca.ro/teatru/     | Catinca Drăgănescu        |
| Teatrul Stela Popescu                                  | https://teatrulstelapopescu.ro/  | Dumitru-Cristian Șofron   |
| Teatrul Tineretului Metropolis                         | https://teatrulmetropolis.ro/    | Radu-Alexandru Nica       |
| Teatrul Dramaturgilor Români                           | https://teatruldramaturgilor.ro/ | Gabriel Fătu              |

| Denumire                                                        | Adresă                                     | Site web                     | Conducere                       |
| --------------------------------------------------------------- | ------------------------------------------ | ---------------------------- | ------------------------------- |
| Direcția Generală de Asistență Socială a Municipiului București | Constantin Mille nr. 10 , sector 1         | http://www.dgas.ro/          | Cosmina-Ioana Simiean Nicolescu |
| Clubul Sportiv Municipal București                              | Calea Vitan nr. 242, sector 3              | https://www.csmbucuresti.ro/ | Vasile-Iulian Pislaru           |
| Centrul de Protecție a Plantelor București                      | Drumul Cooperativei nr. 20, sectorul 5     | https://www.pmb-cpp.ro/      | Mihail-Dan Grigore              |
| Centrul pentru tineret al Municipiului București                | Calea 13 Septembrie, nr. 168-184, sector 5 | https://ctmb.eu/             | Georgiana Trifu                 |
| Centrul pentru seniori al Municipiului București                | Bdul. 1 Mai nr. 28, sector 6               | http://cs-mb.ro/             | Alexandra Dobre                 |

## Companii municipale
| Denumire                                                   | Activitate                                                                        | Cifră afaceri (lei) | Profit     | Site web                                                       | Director General           | Angajați | Anul înființării | CUI      |
| ---------------------------------------------------------- | --------------------------------------------------------------------------------- | ------------------- | ---------- | -------------------------------------------------------------- | -------------------------- | -------- | ---------------- | -------- |
| Compania Municipală Termoenergetica București S.A.         | Furnizarea energiei termice pentru încălzire și apă caldă menajeră                | 2424176879          | -187730154 | https://www.cmteb.ro/                                          | Teodorescu Adrian-Mircea   | 3382     | 2019             | 41269473 |
| Societatea de Transport București STB S.A.                 | Transportul public de călători prin autobuze, troleibuze și tramvaie              | 1544788784          | 563170     | https://www.stb.ro/                                            | Daniel Istrate             | 9885     | 2018             | 1589886  |
| Compania Municipală Iluminat Public București S.R.L.       | Gestionarea și întreținerea sistemului de iluminat public                         | 63659819            | 17162456   | https://cmipb.ro/                                              | Morozan Mircea-Cristian    | 150      | 2017             | 37832144 |
| Compania Municipală Parking București S.A.                 | Administrarea și exploatarea parcărilor publice                                   | 50987479            | 31347540   | https://cmpb.ro/                                               | Olaaru Constantin Cristian | 196      | 2017             | 37832152 |
| Compania Municipală Energetica Servicii București S.A.     | Furnizarea și întreținerea infrastructurii energetice și a serviciilor energetice | 49414092            | 770418     | https://energeticaservicii.ro/                                 | Anton Cristian             | 236      | 2019             | 41268559 |
| Societatea Trustul de Clădiri Metropolitane București S.A. | Construcția și renovarea clădirilor publice și infrastructurii urbane             | 34023882            | 2400711    | https://tcmb.ro                                                | Hiver Cristian Jean Michel | 276      | 2017             | 37992692 |
| Compania Municipală Eco Igienizare București S.A.          | Servicii de deratizare, dezinsecție și dezinfecție                                | 24275193            | 1072672    | https://cmeib.ro/                                              | Bogdan Pascu               | 153      | 2017             | 37804055 |
| Compania Municipală Managementul Traficului București S.A. | Monitorizarea și gestionarea traficului rutier                                    | 13912634            | 385843     | https://cmmtb.ro/ Arhivat în 6 iulie 2024, la Wayback Machine. | Radu Nicolescu             | 106      | 2017             | 37832101 |
| Centrul de Sănătate STB S.A.                               | Servicii medicale și de sănătate                                                  | 13308824            | 715034     | https://csstb.ro/                                              | Anca Buliman               | 81       | 2019             | 41886070 |
| Societatea Service Ciclop S.A.                             | Servicii de reparații și întreținere pentru vehicule                              | 3806435             | -1773744   | https://ciclopservice.ro/                                      | Floroiu Dragoș             | 41       | 1999             | 11573879 |
| Compania Municipală Imobiliara București S.A.              | Administrarea și dezvoltarea patrimoniului imobiliar                              | 3213788             | 319362     | https://www.cmibsa.ro/                                         | Rentea Vasile              | 22       | 2017             | 37764910 |

### Iluminat Public București
Compania Municipală Iluminat Public București SRL este creată de Consiliul General al Municipiului București în 2017 pentru asigurarea serviciului de iluminat public.